# Ian St John
Ian St John (Motherwell, 1938. június 7. – Wirral, 2021. március 1.) válogatott skót labdarúgó, csatár, edző.

## Pályafutása

### Klubcsapatban
1956 és 1961 között a Motherwell labdarúgója volt, közben 1956–57-ben a Douglas Water Thistle csapatában szerepelt kölcsönben. 1961 és 1971 között az angol Liverpool játékosa volt, ahol két bajnoki címet és egy angolkupa-győzelmet ért el az együttessel. Tagja volt az 1965–66-ös idényben KEK-döntős csapatnak. 1971-ben a dél-afrikai Hellenic, 1971–72-ben az angol Coventry City, 1972-ben a dél-afrikai Cape Town City csapatában szerepelt. 1972–73-ban a Tranmere Rovers játékosaként vonult vissza az aktív játéktól.

### A válogatottban
1959 és 1965 között 21 alkalommal szerepelt a skót válogatottban és kilenc gólt szerzett.

### Edzőként
1973–74-ben a Motherwell, 1974 és 1977 között az angol Portsmouth vezetőedzője volt.

## Sikerei, díjai
Liverpool FC
- Angol bajnokság (First Division)
  - bajnok: 1963–64, 1965–66
- Angol bajnokság - másodosztály (Second Division)
  - bajnok: 1961–62
- Angol kupa (FA Cup)
  - győztes: 1965
- Angol szuperkupa (FA Charity Shield)
  - győztes (3): 1964, 1965, 1966
- Kupagyőztesek Európa-kupája
  - döntős: 1965–66

 Hellenic
- Dél-afrikai bajnokság
  - bajnok: 1971